# Tupilakken 41
Actualités
Dernière mise à jour : 5 août 2025.
Tupilakken 41 est un club de football groenlandais basé à Aasiaat et fondé en 1941.

## Palmarès
- Championnat :
  - 1971
  - troisième : 1991
- Championnat féminin :
  - Néant